# Scarabaeus variolosus
Scarabaeus variolosus (auch Pockennarbiger Pillendreher) ist ein Käfer aus der Familie der Blatthornkäfer und der Unterfamilie der Scarabaeinae. Die Gattung Scarabaeus ist in Europa mit elf Arten vertreten. Die Art Scarabaeus variolosus gehört zur Untergattung Ateuchaetus der Gattung Scarabaeus.

## Bemerkung zum Namen
Die Art wurde erst 1787 von Fabricius unter dem heute noch gültigen Namen beschrieben. Die kurze Beschreibung enthält den Satz punctis impressis variolosis (lat. mit eingedrückten Narbenpunkten). Dadurch erklärt sich der Artname variolosus (lat. narbig), der sich auf die an Pocken- oder Blattern-Narben erinnernde Punktierung bezieht. Eine solche Punktierung ist jedoch auch bei Scarabaeus cicatricosus und teilweise bei Scarabaeus semipunctatus zu finden. Scarabaeus cicatricosus wurde 1846 durch Lucas von Scarabaeus variolosus abgetrennt. Sturm übersetzt Scarabaeus variolosus mit 'Blatternarbiger Pillenkäfer', Panzer mit 'der pokenhafte Dungkäfer'. Bei Brehm heißt der Käfer 'Pockennarbiger Pillendreher'. Klausnitzer belegt mit dem Namen 'Pockennarbiger Scarabaeus' die beiden Arten Scarabaeus variolosus und Scarabaeus cicatricosus.
Das Wort Scarabaeus wird bereits von Plinius dem Älteren um 700 in seiner Naturalis historia benutzt. Es steht dort für das von Aristoteles geprägte griechische Wort κολεόπτερος (Koleopteros) für die Insekten mit Deckflügeln. In dem Werk De animalibus insectis (Über Insekten) von Aldrovandi widmet der Autor im 7. Band von 1602 ein ganzes Kapitel mit siebzehn Unterkapiteln dem Scarabaeus. Er weist darauf hin, dass das lateinische Wort Scarabaeus dem deutschen Wort Käfer entspricht. Abbildungen und Beschreibung zeigen, dass Aldrovandi alle Käfer mit harten Deckflügeln (neben Mistkäfern auch andere Blatthornkäfer, Laufkäfer, Bockkäfer, Wasserkäfer …) zu den Scarabäen rechnete. Das von Thomas Muffet erst 1634 nach dessen Tod veröffentlichten Insectorum sive minimorum animalium theatrum enthält drei Kapitel über Scarabaeus. Kap. 21 trägt den Titel De Scarabeis (Über die Scarabäen), Kap. 22 De Scarabeis minoribus (Über kleinere Scarabäen) und Kap. 23 ist mit De Proscarabeo et Scarabeo aquatico (Über den Ölkäfer und den Wasserkäfer) betitelt. Auch hier werden unter dem Begriff Scarabaeus Käfer aus vielen Familien verstanden.
Bei der Einführung der Binominalen Nomenklatur nennt Linné 1758 als erste Käfergattung Scarabaeus und rechnet dazu 63 Arten, die im Wesentlichen die damals bekannten Blatthornkäfer und Hirschkäfer umfassen, nämlich die Käfer, deren Fühler (Hörner) in einer gespaltenen (beblätterten) Keule enden (Antennae clavatae capitulo fissili). Unter diesen Arten befindet sich mit Scarabaeus sacer auch eine Art der Gattung im heutigen, wesentlich enger gefassten Zuschnitt.
Die Untergattung Ateuchetus wurde 1892 von Bedel aufgestellt. Bedel erklärt den Namen nicht. Nach Schenkling ist er von altgr. ατεύχητος „ateuchetos“ für „unbewaffnet, unbewehrt“ abgeleitet und bezieht sich darauf, dass auch die Männchen der Arten dieser Untergattung kein Horn oder Höcker auf dem Kopf tragen.
Der Käfer wurde auch als Ateuchus variolosus beschrieben. Der Gattungsname Ateuchus bedeutet das gleiche wie der Name Ateuchetus der Untergattung.
Olivier beschreibt unter dem Namen Scarabaeus variolosus die Art Scarabaeus semipunctatus.
An verschiedenen Stellen im Internet wird Scarabaeus variolosus MacLeay 1821 als Synonym für Scarabaeus cicatricosus geführt. MacLeay liefert 1821 jedoch keine Erstbeschreibung, sondern bezieht sich auf die Erstbeschreibung von Scarabaeus variolosus durch Fabricius. Außerdem wurde Scarabaeus cicatricosus erst 1846 von Scarabaeus variolosus getrennt. Aus der Beschreibung von MacLeay wird nicht klar, ob er S. cicatrosus oder S. variolosus beschreibt. Das bei MacLeay angegebene Verbreitungsgebiet entspricht dem Verbreitungsgebiet von S. variolosus, das sich jedoch mit dem vom S. cicatricosus in Nordafrika überschneidet. Fabricius 1787 kann mit Südtirol als Patria-Angabe nur Scarabaeus variolosus im heutigen Sinn gemeint haben.

## Eigenschaften des Käfers
| |  |
| Abb. 1: links Vorderansicht, rechts Unterseite |  |
| Abb. 2: linke Kopfseite; weiße Pfeile auf 1. und 2. Fühlerglied, grüne Pfeilspitze auf obere Augenhälfte, blaue auf unteren Augenteil |  |
| |  |
| Abb. 3: Zwei Ausschnitte des Brustschilds, oben rechter Seitenrand (links entspricht vorn) rechts Ausschnitt der Ba- sis: rechts Hinterrand, links davor Reihe klei- ner Porenpunkte, links davon unregelmäßig ver- teilt große flache Poren- punkte                  |  |
| |  |
| Abb. 4: Klaue rechtes Hinter- bein von schräg unten |  |
| |  |
| Abb. 5: linke Vorderschiene von unten |  |
| |  |
| Abb. 6: Schenkel rechtes Hinterbein, rote gepunktete Linie entspricht dem Schenkelhinterrand bei S. cicatricosus |  |
| |  |
| Abb. 7: Einlenkung der Tarsen am linken Hinterbein rechts von außen unten: grün erstes Tarsenglied, gelb Enddorn der Schiene, blau: Insertionsfläche links stärker vergrößert von hinten auf Insertionsfläche: hellbrün: in der Mitte abgeschnittenes 1. Tarsenglied; |  |
| |  |
| Abb. 8: Ein Pärchen von S. variolosus beim Vergraben ei- ner Kugel aus Kuhdung, Weibchen auf der Kugel, Männ- chen links unter die Kugel kriechend |  |

Der Käfer ist schwarz und mäßig glänzend. Er wird fünfzehn bis fünfundzwanzig Millimeter lang.
Der Körper ist breit und relativ flach, etwas mehr als 1,5 mal so lang wie breit.
Der dicht gerunzelte Kopfschild ist vierzähnig, der seitlich anschließende Teil der Wangen stellt auf beiden Seiten je einen weiteren Zahn, so dass der Kopf mit sechs nach vorn weisenden Zähnen bewehrt ist. Die Stirn ist seitlich gepunktet, in der Mitte glatt. Die Augen sind vollkommen in eine auf der Kopfunterseite und eine auf der Kopfoberseite liegenden Hälfte geteilt (Abb. 2). Die neungliedrigen Fühler enden in einer dreiblättrigen, kugeligen Keule.
Der Halsschild ist breiter als lang, die Hinterecken abgerundet, der Vorderrand hinter dem Kopf seicht ausgeschnitten. Der Seitenrand des Halsschilds ist mit spitzen Zähnchen besetzt (Abb. 3 oben), die im dritten und vierten Fünftel des Randes besonders kräftig ausgebildet sind. Kurz vor dem Rand der Basis des Halsschilds verläuft eine Reihe von Punkten, in denen je eine Haarborste entspringt (Porenpunkte Abb. 3 rechts). Diese Punktreihe ist jedoch nicht wie bei Scarabaeus pius durch eine Furche vom Halsschild abgesetzt. Der Halsschild und die Flügeldecken sind mit auffallend großen und sehr flachen Porenpunkten versehen. Diese sind bei verschiedenen Exemplaren sehr unterschiedlich häufig, auf dem Halsschild unregelmäßig verteilt, auf den Flügeldecken in Reihen geordnet. Durch eine andere Mikrostruktur erscheinen sie matter, durch Verschmutzung sind sie oft stärker farblich abgesetzt.
Halsschild und Flügeldecken schließen dicht aneinander an und verdecken das kleine Schildchen völlig.
Die Flügeldecken sind sehr fein gestreift, die Zwischenräume flach und unregelmäßig mit flachen, matten großen Punkten versehen. Die Seitenränder der Flügeldecken verlaufen annähernd parallel, erst im letzten Viertel sind sie abgerundet. Sie enden rechtwinklig aneinander und lassen das Pygidium unbedeckt.
Vorder- und Hinterhüften berühren sich, die Mittelhüften sind voneinander entfernt (Abb. 1 rechts).
Die Vorderbeine enden vorn mit einem kurzen Enddorn, die Schienen tragen außen vier kräftige Zähne, dazwischen ist der Außenrand gezähnelt. Auch der Innenrand der Vorderschienen ist deutlich gezähnelt. Nahe der Basis erlischt die Zähnelung auf dem Innenrand, auf dem Außenrand geht sie in Kerben über. Vordertarsen fehlen (Abb. 5). Auch die Schienen der übrigen Beine enden in einem Enddorn. Die Hinterschienen verjüngen sich nicht wie in der Untergattung Scarabaeus hinter der Einlenkung der Tarsen bis auf die Breite des Enddorns, sondern sie sind in Höhe der Einlenkung der Tarsen leicht schräg abgestutzt. So entsteht eine viereckige Insertionsfläche für die Tarsen, die mit einem Borstenkranz umrahmt ist und an deren inneren unteren Ecke der nach unten innen gekrümmte und etwas bewegliche Enddorn entspringt (Abb. 7). Die Klauen sind nicht wesentlich kürzer als die Endborsten des letzten Tarsengliedes (Abb. 4). Klauenlänge und Einlenkung der Hintertarsen charakterisieren die Untergattung Ateuchus. Die Schenkel der Hinterbeine sind nicht auf der Hinterseite wie bei dem ähnlichen Scarabaeus cicatricosus breit flach ausgeschnitten, sondern größtenteils leicht konvex (Abb. 6).

## Biologie
Scarabaeus variolosus ist tagaktiv, nicht dämmerungsaktiv. Eine Auswertung der Funddaten verschiedener Länder liefert für die Fundorte Höhen zwischen 180 m und 580 m.
Die Arten der Gattung Scarabaeus und einiger verwandter Gattungen (Gymnopleurus, Sisiphus, Kheper …) fertigen aus frischem Dung verschiedener Weidetiere Kugeln (Pillen), die größer als der Käfer sind und die vom Käfer vom Ort der Fertigung weggerollt werden. Die Käfer werden deswegen Pillendreher oder Pillenwälzer genannt. Anschließend werden die Pillen vergraben. Dies verhindert ihre Austrocknung. Die ausführlichen Untersuchungen zum Verhalten von sechs europäischen Arten der Gattung Scarabaeus einschließlich Scarabaeus variolosus zeigen folgende gemeinsame Verhaltensmerkmale:
Die Käfer pflanzen sich im Frühjahr fort, die fertig entwickelte nächste Generation erscheint im Herbst und überwintert im Boden. Entsprechend findet man die Käfer am häufigsten im Frühjahr und außerdem häufiger im Herbst. Bei kühlem Wetter stelzen die Käfer unbeholfen umher, bei heißem Wetter sind sie schnell und sehr aktiv. Beim Fliegen erzeugen sie einen tiefen Brummton. Sie fliegen mit geschlossenen Deckflügeln. Frischer Dung wird von herumfliegenden Käfern gerochen und kann viele Käfer anziehen. Die Käfer landen in der Nähe der Exkremente, laufen darauf zu und beginnen nach einer Qualitätsprüfung des Dungs mit der Herstellung einer Pille.

### Herstellung der Pille
Männchen und Weibchen sind zur Herstellung von Pillen befähigt. Man nennt diese Tätigkeit auch 'Backen'. Es gibt zwei verschiedene Herstellungsarten.
Stehen voluminöse Dungmassen zur Verfügung (etwa ein Kuhfladen), so benutzt der Käfer den Kopfschild als Spaten und drückt den unter ihm liegenden Teil mit den Vorderbeinen unter seiner Brust zusammen, das vor dem Kopfschild liegende Material schiebt er nach außen weg. Dabei dreht er sich im Kreis, wodurch ein Ringgraben entsteht. So arbeitet er sich nach unten, wobei die unter ihm liegende Masse von einem Kugelabschnitt zu einer Kugel anwächst, die mit den Hinterbeinen so geknetet wird, dass sie von Anfang an nahezu den endgültigen Radius zeigt. Schließlich trennt er die am tiefsten Teil liegende Restverbindung zur umgebenden Dungmasse ab und hebelt die fertige Kugel nach oben heraus.
Besteht der zur Verfügung stehende Dung aus kleinen Teilen (etwa in Einzelballen zerfallender Schaftsmist), so werden zwei Teile zusammengerafft, überstehende Teile mit dem Kopfschild abgestochen, der Rest unter der Brust zusammengeknetet (gebacken). Dieser Vorgang wird so oft wiederholt, bis die anfänglich kleine Pille zu einer Kugel der gewünschten Größe angewachsen ist.
Die fertige Pille weicht nur dann von der Kugelform ab, wenn Teile des verwendeten Dungs bereits so ausgetrocknet sind, dass sie sich nicht mehr kneten lassen (Abb. 8) oder die Konkurrenz so groß ist, dass der Käfer seine Arbeit nicht ungestört zu Ende führen kann.
Es werden zwei Sorten von Pillen hergestellt, Futterpillen und Brutpillen. Die Futterpillen werden vom Käfer selbst gefressen, die Brutpillen werden nach dem Eingraben in Brutbirnen umgearbeitet. In diesen entwickelt sich jeweils ein Käfer der nächsten Generation. Futterpillen und Brutpillen unterscheiden sich anfangs nur insofern, als für Futterpillen ziemlich wahllos jeglicher zur Verfügung stehende Dung von Pflanzenfressern verwendet wird, auch der Kot von Menschen wird gerne angenommen. Für Brutpillen wird dagegen Schafskot deutlich bevorzugt.

### Transport der Pillen
Männchen und Weibchen können allein eine Pille transportieren. Dabei hat der Käfer den Kopf gesenkt und die Hinterbeine umfassen die Kugel. Der Käfer schreitet mit den Vorderbeinen rückwärts und dabei wird die Dungkugel mit den Hinterbeinen weiter gerollt.
Bei der Herstellung und dem Transport der Pillen werden gleichgeschlechtliche Käfer und Käfer anderer Arten verjagt, wobei auch der Angreifer siegreich aus dem Streit hervorgehen kann. Der Streit ist gewöhnlich nach wenigen Sekunden entschieden, indem der Angreifer vom Kugelbesitzer mit dem Kopfschild ausgehebelt und weggeschleudert wird. Wird der Angreifende nicht sofort abgeschreckt, dann richten sich die Kontrahenten aneinander auf und versuchen den Gegner auf den Rücken zu werfen. Der Sieger drückt mit seinen Vorderbeinen Brust und Vorderbeine des Unterlegenen zusammen. Häufig wird, während Besitzer und Angreifer heftig streiten, die Kugel von einem dritten Käfer gestohlen.
Ein andersgeschlechtlicher Partner der gleichen Art wird geduldet, der Paarzusammenhalt ist jedoch nur durch die Pille gegeben. Wenn sich ein solches zufälliges Paar gebildet hat, tritt beim Transport der Kugel sofort eine Rollenteilung ein: das Männchen rollt rückwärts gehend mit den Hinterbeinen die Pille weiter, das Weibchen folgt vorwärts kriechend in einem Abstand von etwa zwei Zentimetern. Nähert sich ein anderes Weibchen, dann lässt sich das Männchen nicht stören, die Weibchen kämpfen miteinander und die Siegerin eilt dann der Kugel nach, die das Männchen inzwischen weiter befördert hat. Nähert sich dagegen ein Männchen dem Paar, dann kämpfen die Männchen um den Besitz der Kugel und das Weibchen akzeptiert den Sieger als Transporteur der Kugel. Nur wenn der Kampf der Männchen zu lange dauert, bricht beim Weibchen der Rollinstinkt durch und es transportiert die Dungkugel allein weiter. Auch wenn das Männchen durch Hindernisse am Weitertransport gehindert wird, kann das Weibchen an die Kugel herankommen und sie vielleicht besteigen. Sobald das Männchen jedoch einen Weg gefunden hat, die Pille weiterzuschieben, nimmt er keine Rücksicht auf das Weibchen, stößt es möglicherweise von der Kugel oder rollt es einfach mit der Kugel weg.
Wird ein Käfer durch Hindernisse auf dem Weg am Rollen gehindert, besteigt er die Kugel um sich zu orientieren, die folgenden Transportversuche sind aber nicht gezielt zweckmäßig, sondern erfolgen nach dem Prinzip von Versuch und Irrtum. Der Transport und der Versuch, Hindernisse zu überwinden, kann Stunden dauern.

### Vergraben der Pillen
Es konnte nicht beobachtet werden, dass eine für das Vergraben besonders günstige Stelle gewählt wird. Häufig wird irgendeine Stelle vor einem Hindernis gewählt, das sich bei mehreren Versuchen für den Käfer als unüberwindbar erweist. Sowohl Männchen als auch Weibchen können eine Dungkugel allein vergraben. Bei Paaren bestimmt das Männchen, wo die Kugel vergraben wird, und übernimmt die Hauptlast der Arbeit, das Weibchen verharrt weitgehend passiv (Abb. 8). Arbeitet das Männchen zu langsam, kann sich das Weibchen auch mit der Kugel davonstehlen.
Es gibt zwei Methoden des Eingrabens, die beide vom gleichen Individuum angewendet werden können.
Beim ersten Verfahren kriecht der Käfer unter die Kugel und unterhöhlt sie, indem er auf allen Seiten der Kugel ausgegrabenes Material hochschiebt. Dadurch sinkt die Kugel ins Erdreich. Über ihr stürzt das hochgeschobene Material wieder zusammen. Weiteres hochgedrücktes Material bildet zunehmend einen rundlichen, flachen Hügel.
Beim zweiten Verfahren gräbt der Käfer in kurzer Entfernung von der Kotkugel einen Gang ins Erdreich. Das ausgegrabene Material wird in einer Richtung weggeschoben, es entsteht eine durch zwei Seitenwälle begrenzte Furche. Ist der Gang genügend groß, kommt der Käfer ohne Aushubmaterial heraus und befördert die Kugel in die Höhle. Dies kann auf verschiedene Weise bewerkstelligt werden. Liegt die Kugel in Reichweite, dann packt der Käfer sie mit den Vorderbeinen und zieht sie in die Höhle. Ist sie weiter weg, dann transportiert er sie wie schon geschildert rückwärts in den Höhleneingang. Jetzt drückt er die Kugel mit dem Kopf in den Gang oder er arbeitet sich an ihr vorbei und zieht sie von innen in den gegrabenen Gang. Auch bei diesem Verfahren wird der Gang anschließend weiter in die Tiefe getrieben und der Auswurf häuft sich um den ehemaligen Eingang. Die ungleiche Lagerung des Aushubs bezeugt jedoch auch nach Verschwinden von Käfer und Pille, nach welchem Verfahren die Dungkugel vergraben wurde.

### Umgestaltung von der Brutpille zur Brutbirne
Futterpillen werden vom Käfer (Männchen oder Weibchen oder beiden gemeinsam) nach dem Vergraben meist von unten her aufgefressen.
Brutpillen werden nur von Weibchen hergestellt, transportiert und durchschnittlich tiefer als die Futterpillen vergraben. Danach werden sie zu Brutbirnen umgestaltet. Dabei sind vier auffällige Änderungen festzustellen:
- Aus der Kugelform wird eine Birnenform: der kaum kleineren Kugel ist auf dem höchsten Punkt ein kleiner zuckerhutförmiger Hügel aufgesetzt, der innen in Form eines Pyramidenstumpfes ausgehöhlt ist (Eikammer).
- Sämtlicher Schmutz, der durch den Transport an der Oberfläche der Kugel hängen blieb, ist entfernt.
- Die Konsistenz der Brutbirne ist deutlich feiner und elastischer als die der Brutpille.
- Die Brutbirne riecht nicht mehr nach Dung.

Diese Umgestaltung bewirkt das Weibchen, indem es die Brutbirne in kleine Teilchen zerpflückt, diese weiter zernagt, mit Sekreten durchdrängt und dann wieder neu zusammenbackt. Vermutlich werden dabei auch Keime abgetötet, jedenfalls findet man keine verschimmelten Brutbirnen. Nichts wird jedoch vom Käfer als Nahrung für sich selbst abgezweigt. Die neue Kugel wird in konzentrischen Schichten aufgebaut. Die Eikammer wird am höchsten Punkt der Kugel angebacken. Die Brutbirne liegt in einer geräumigen Höhle, die etwa die Form der Birne hat und in der sich das Weibchen neben der Birne bewegen kann.
Ein Weibchen stellt gewöhnlich weniger als sechs Brutbirnen her. Zur Herstellung einer Brutbirne aus einer Brutpille benötigt es etwa 12 Stunden.

### Abhängigkeit von der Geschlechtsreife
Untersuchungen an weiteren Pillendreherarten zeigen, dass das Verhalten von dem Reifegrad der Gonaden der Käfer mitbestimmt wird. So nimmt etwa die Aggressivität bei Männchen bei Erreichen der Geschlechtsreife zu. Auch die Rollenverteilung der Geschlechter bei Fertigung, Transport und Vergraben der Pillen wird durch den Reifegrad der Gonaden beeinflusst.
- Das Rollen und Vergraben von Pillen durch solistische Männchen dient unabhängig vom Reifegrad dazu, dass die Pille nach dem Vergraben vollständig und nahezu ununterbrochen über mehrere Tage hin vom Männchen gefressen wird. Die verdaute Nahrung wird dabei ebenfalls nahezu ununterbrochen als zusammenhängender Kotfaden ausgeschieden, dessen Länge ein Zigfaches der Körperlänge erreicht. Lediglich der von außen hereindringende Duft von frischem Dung kann das Männchen dazu bewegen, das Mahl abzubrechen und sich nach oben zu graben, um eine neue Dungpille zu fertigen.
- Das Rollen und Vergraben von Pillen durch solistische Weibchen vor Erreichen der Geschlechtsreife dient ebenfalls der Ernährung des Käfers. Es entspricht dem Reifefraß.
- Das Rollen und Vergraben von Pillen durch solistische Weibchen nach Erreichen der Geschlechtsreife dient zur Herstellung von Brutbirnen.
- Das Rollen und Vergraben von Pillen durch ein Pärchen wird als Brautgabe (engl.: prenuptial offering) interpretiert. Beide Käfer verzehren einen kleinen Teil der Pille. Dann erfolgt die Begattung. Das Männchen gräbt sich danach wieder an die Erdoberfläche und überlässt den Hauptteil der Pille dem Weibchen als Nahrung. Ob das Weibchen von verschiedenen Männchen begattet wird oder alle Nachkommen von einer Begattung hervorgehen, hängt möglicherweise vom Futterangebot ab.[27]

### Entwicklung
Das Weibchen klebt an der Spitze der Höhlung der Eikammer ein einzelnes Ei an. Daneben wird senkrecht nach oben aus lose geschichteten Sandkörnern und Dungteilchen ein Kamin zur Belüftung angelegt. Danach verlässt das Weibchen für immer die Höhle, in der die Brutbirne liegt.
Wenn nach kurzer Zeit die Junglarve aus dem Ei schlüpft, frisst sie sich in den Birnenhals. Nach der ersten Häutung frisst sich die Larve zuerst nach unten, anschließend höhlt sie die gesamte Brutbirne aus. Die Wand der Höhlung wird von der Larve dauernd geglättet, indem sie ihren Kot mit einem Sekret gleichmäßig an der Wand verschmiert. Sie frisst also bei der Erweiterung der Höhlung neben neuem Material auch wieder vom eigenen Kot. Außerdem verbessert sie die Verwertbarkeit ihrer Kost durch extraintestinale Verdauung, indem sie regelmäßig Verdauungssäfte erbricht.
Wenn bei der Vergrößerung der Höhlung die Wand der Brutpille verletzt wird, wird das Loch von der Larve umgehend mit dem eigenen Kot und einem klebrigen Sekret verschlossen. Die Verpuppung erfolgt nach etwa einem Monat. Während der Puppenruhe liegt das Insekt in Rückenlage auf dem Boden der auf eine dünne Wand reduzierten Brutbirne. Nach etwa weiteren fünf Wochen schlüpft der Jungkäfer. Dieser ist nach einer weiteren Woche ausgefärbt und durchbricht dann die Brutbirne. Im Spätsommer gräbt er sich an die Erdoberfläche.

## Larve

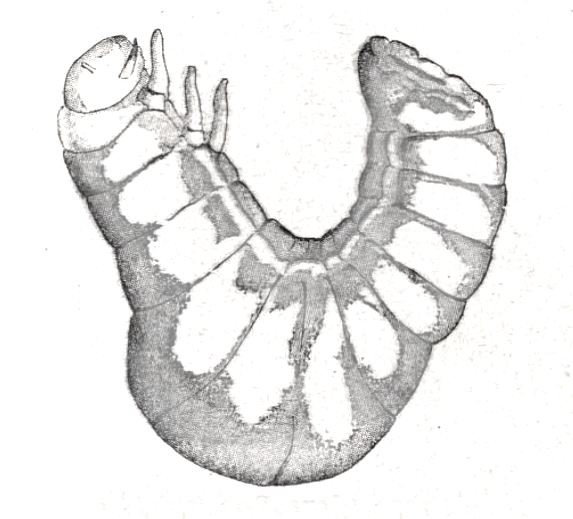
Abb. 9: Larve von Scarabaeus sacer

Der Bau der Larve ist extrem an ihre Lebensweise angepasst (Abb. 9). Die Larve ist blind, die Funktion der Beine ist nicht mehr die Fortbewegung, und die Körperform ist stark abgewandelt.
Die Vorderbeine sind zu den Mundteilen hin gerichtet. Sie dienen der Zuführung von Nahrungsstücken zu den Mundwerkzeugen. Mittel- und Hinterbeine sind ebenfalls nach vorn ausgerichtet. Sie dienen zum Abstützen gegen die Wandung der kugelförmigen Höhle, in der die Larve lebt. Bewegungen innerhalb der Höhle sind darauf beschränkt, dass der Körper in alle Richtungen gedreht werden kann. Diese Bewegungen werden durch peristaltische Vergrößerung oder Verkleinerung des großen Buckels und eines stempelähnlich endenden Hinterleibs bewirkt. Letzterer dient ähnlich einem Nachschieber als Hilfsfuß.
Der Buckel beherbergt eine große sackartige Ausstülpung des Mitteldarms.

## Verbreitung
Innerhalb Europas kommt der Käfer im Süden, aber nicht im Südwesten vor. Sein Vorkommen in Südfrankreich ist zweifelhaft. Die Art ist aus Sardinien, Italien mit Sizilien und Malta gemeldet. Auf dem Balkan verläuft die nördliche Verbreitungsgrenze durch Slowenien, Kroatien, Serbien, Bulgarien und die Europäische Türkei. Nach Osten erreicht das Verbreitungsgebiet die Asiatische Türkei. Südlich des Mittelmeers ist der Käfer aus Algerien, Marokko und Tunesien bekannt.

## Der Käfer als Tiergott
Die alten Ägypter verehrten den Scarabäus als Tiergott, Symbol des Sonnengottes, der die Sonnenscheibe über das Firmament schiebt und mit dieser am Abend in die Unterwelt versinkt, um dann wieder unverändert aus der Erde neu zu entstehen. Aus Abbildungen, Skulpturen und Grabbeigaben geht hervor, dass die Ägypter dabei den Käfer bereits in seinen verschiedenen Arten wahrnahmen.
Der Prophet Ezechiel (Hesekiel) des Alten Testaments berichtet von seiner Vision von vier vierflügeligen Cherubim (etymologisch verwandt mit dem ägyptischen Wort für Käfer), die am ganzen Leib ... voller Augen waren und den göttlichen Thron bewegten. Dabei wird auch das Fluggeräusch, das Wegklappen von zwei der vier Flügel und die freie Beweglichkeit in alle Richtungen ausgeführt. Es wird angenommen, dass diese Vision im Zusammenhang mit der Verehrung des Sonnengottes in Gestalt des Scarabaeus variolosus steht, dessen Oberseite ebenfalls ganz mit 'Augen' bedeckt ist.